# 克羅根 (紐約州)
克羅根（英語：Croghan）是一個位於美國紐約州劉易斯縣的鎮。

## 人口
根據2020年美國人口普查的數據，克羅根的面積為471.46平方千米，當中陸地面積為464.08平方千米，而水域面積為7.38平方千米。當地共有人口3197人，而人口密度為每平方千米7人。